# Duchoslav Panýrek
Jan Duchoslav Panýrek (19. ledna 1867 Rokycany – 27. prosince 1940 Praha) byl český chirurg, docent nauky o první pomoci, překladatel, redaktor, beletrista a básník.

## Život
Jeho otcem byl učitel, autor epigramů, básník a překladatel Jan Duchoslav Panýrek (1839–1903), matkou Kateřina Panýrková-Jansová (1831). Měl dva sourozence: Otokara (1864–1879) a Zdenku (1865). Oženil se s Marií Hudcovou (1868), se kterou měl dcery Jarmilu Plockovou (1897) a Olgu Kozákovou (1900). Podruhé se oženil s Eliškou Hospodskou roku 1937.
V letech 1878–1885 studoval gymnázium v Hradci Králové. Vystudoval lékařskou fakultu Univerzity Karlovy v Praze, kde získal v roce 1895 titul doktora všeobecného lékařství (jako promotor podepsán profesor MUDr. Josef Reinsberg).
V letech 1896–1899 působil jako operační elév české chirurgické kliniky prof. Karla Maydla, od roku 1899 působil v Praze již jako samostatný chirurg. Od roku 1909 působil jako soukromý docent nauky o první pomoci na české technice (dnešní ČVUT) v Praze. Byl též vedoucím školních lékařů hlavního města a lékařem Národního divadla. Roku 1934 se stal městským zdravotním radou.
Vyvíjel organizační, osvětovou a přednáškovou aj. činnost v lékařských organizacích, ve Svatoboru, Spolku českých spisovatelů beletristů Máj a Nakladatelském družstvu Máje. Byl nositelem srbského řádu sv. Sávy IV. a III. třídy. V Praze II. bydlel na adrese Sokolská 68.

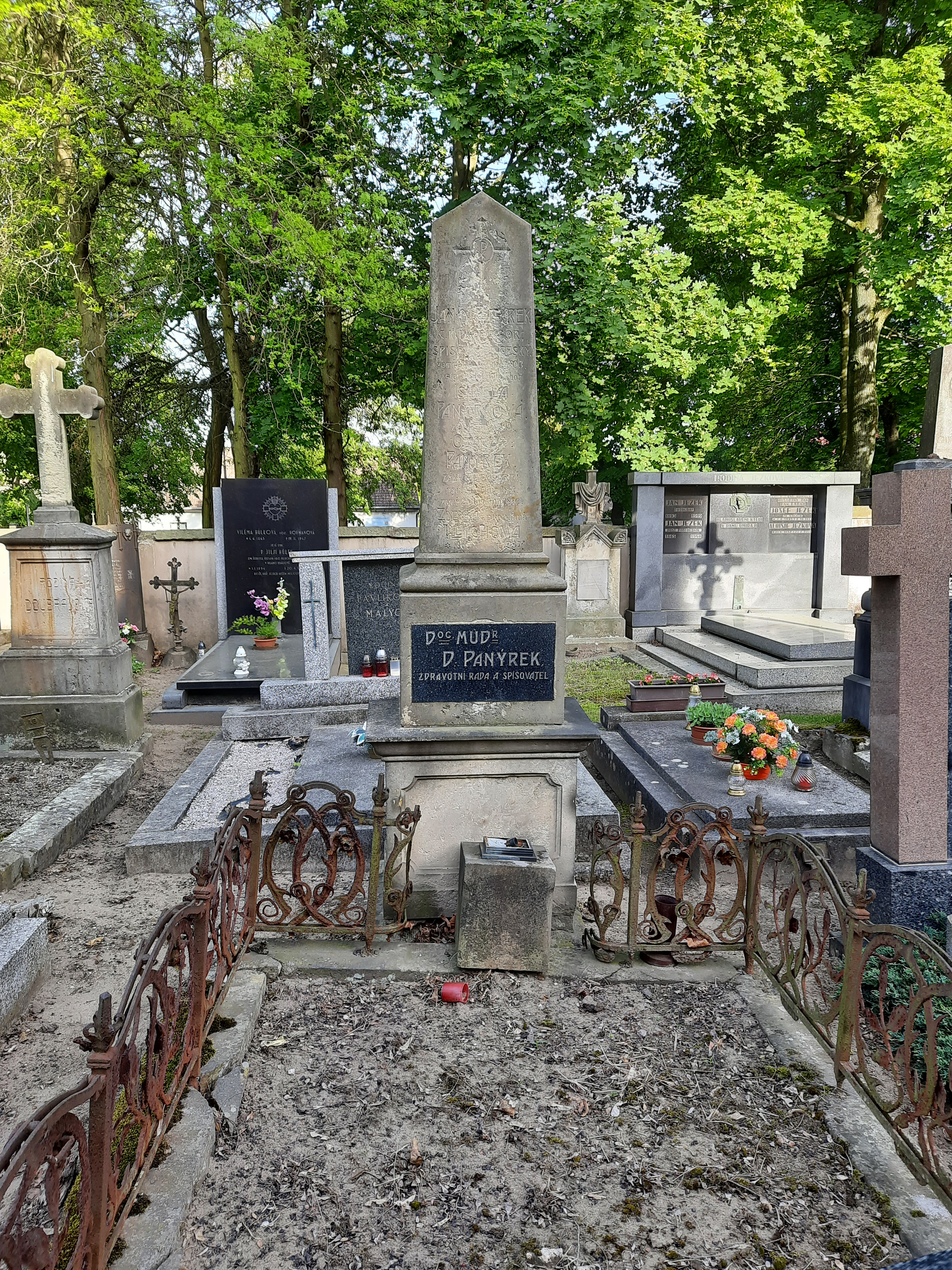
Hrob Duchoslava Panýrka na hřbitově v Pouchově

Zemřel 27. prosince 1940 v Praze. Pohřben byl na hřbitově v Pouchově u Hradce Králové.

## Dílo
Redigoval lékařské časopisy, sborníky a příručky, psal causerie a fejetony. Je autorem mnoho knih s lékařskou tematikou pro širší veřejnost a pro mládež a zasloužil se tak o popularizování zdravotnických znalostí a zdravotnictví vůbec. Věnoval se překladům z francouzštiny, polštiny, němčiny, aj.
Publikoval pod pseudonymy: Bajraktar, Jan Černý, Václav Černý, Kerýnap, Jaroslav Květ, Jiří Lípa, Alexander Mrak, Alexander Mráz.

### Výběr díla
- Poučení o choleře (1891)
- Zdravověda: kniha pro každého (1896)
- Od Něvy po Kuru (1901) – knižní soubor cestopisných causerií
- Domácí lékař: lékař, rádce zdravých i chorých (1902)
- Znamení (1904) – poctěno cenou Turkovou
- Katechismus první pomoci (1905) – poctěno cenou Turkovou
- Než přijde lékař: na paměť nemocným pro první chvíle (1905)
- Zdravotnické epištoly pro lid (1905)
- Kalendář zdraví: řada úvah o zdraví a chorobě se zřetelem k ročním dobám (1908)
- Lékařské epištoly (1908)
- Choroby lidu a jak o nich soudí lékaři (1913)
- Slovník lékařský: Josef Císler; spolupracovníci Duchoslav Panýrek aj. 1914 a 1921 – poctěno cenou spolku českých lékařů
- Encyklopedie praktického lékaře: abecední slovník současného lékařského vědění (1939)

### Překlady
- Lesní stezka – André Theuriet; přeložili Ladislav Arietto a Václav Černý. Praha: Nakladatelství a tiskárna Josef R. Vilímek, 1884
- Nervové příznaky, vzbuzené bleskem – Jean Martin Charcot. Praha: Bursík a Kohout,
- Z malého světa – François Coppée; přeložili Ladislav Arietto a Václav Černý. Praha: J. R. Vilímek, 1895
- Rodina Polanieckých: román – Henryk Sienkiewicz; z polštiny; ilustroval Věnceslav Černý, Praha: Eduard Beaufort, 1901
- Empirikové a chirurgové: kapitola z dějin lékařství – Émile Forgue. Praha: Bursík a Kohout, 1902
- Smrt – Ignacy Dąbrowski; z polštiny. 1913
- Pěstění krásy ženského těla: praktické zdravotnické a praktické krasocitné pokyny – Bess M. Mensendieck. Praha: Bedřich Kočí, 1923